# 時惠環球
時惠環球集團（簡稱時惠環球）是香港的一間零售公司，為時富投資旗下公司之一，並曾經在香港交易所上市（編號：1049）。時惠環球的主要業務為營運一系列家居及時尚品牌，旗下品牌包括香港大型家居用品專門店Pricerite、家匠TMF、Galleon、SECO、W@W等。

## 發展
時惠環球在香港率先發展「新零售」，利用線上線下資源，推行全渠道（Omni Channel）零售模式 。例如線上即時資訊及服務、手機應用程式、實體店顧客服務體驗等。
時惠環球的新零售通過運用大數據、人工智能、機械人等嶄新科技，達致零售自動化、個人化及數據化，從而提升整個供應鏈管理，包括產品開發設計、顧客服務，以及配送與銷售流程。

## 歷史
時惠環球前身為實惠集團，於1986年成立。2001年3月，實惠集團被時富投資集團收購，其後於2005年7月易名為現稱。2006年8月，商人田琬善向時富集團收購時惠環球股份，銳意將該公司轉型為中國大陸的零售業務，並將原有的香港業務售回網融（中國）控股。2007年10月，時惠環球的大陸業務使用了時惠環球的上市地位，並命名為東方銀座（港交所：996）。而時惠環球的名稱仍使用於時富投資所控制的零售業務。

## 業務
- 實惠家居
- 家匠TMF
- Galleon
- SECO
- W@W
- 生活經艷（中國內地從事傢俬及家居用品零售業務）
- 三思數碼（已結業）

## 外部連結
- 時惠環球

1. ↑  . www.designidk.com.   [2018-08-08]. （原始内容存档于2019-05-31）.
2. ↑  . paper.wenweipo.com.   [2018-08-08]. （原始内容存档于2020-02-11） （中文（香港））.
3. ↑  . paper.hket.com.   [2018-08-08]. （原始内容存档于2019-09-18）.
4. ↑  . www.etnet.com.hk.   [2018-08-08]. （原始内容存档于2019-09-14）.
5. ↑  . 今日信報.   [2018-08-08].